# Cool Britannia
Cool Britannia – okres wzmożonej popularności brytyjskiej kultury popularnej i dumy z jej światowego rozprzestrzeniania. Zjawisko to wystąpiło w latach 90. XX wieku i zostało zainspirowane brytyjską inwazją z lat 60.
Ruch pojawił się po sukcesie grup reprezentujących brit pop, między innymi Blur czy Oasis, a także niezwykłej popularności żeńskiej grupy Spice Girls w drugiej połowie lat 90. Była to optymistyczna odmiana, zważając na burzliwe dla narodu dzieje poprzednich dwóch dekad. Nazwa jest żartobliwym odniesieniem do patriotycznej piosenki angielskiej „Rule, Britannia!” i po raz pierwszy pojawiła się w tytule piosenki zespołu Bonzo Dog Doo Dah Band w 1967.

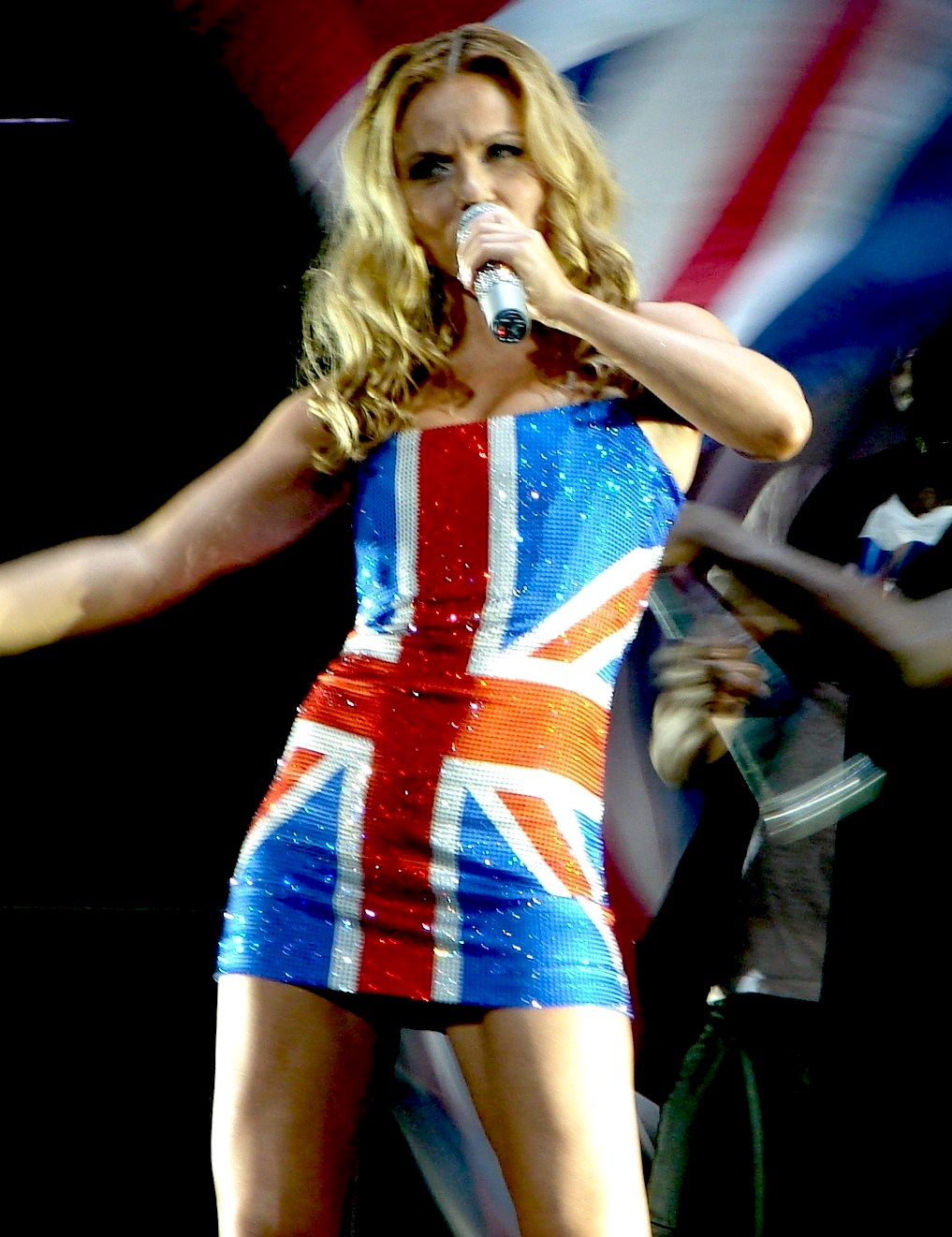
Geri Halliwell z zespołu Spice Girls w sukience przedstawiającej brytyjską flagę, imitującą strój wokalistki z lat 90.

Magazyn Time opisał ruch jako celebrację kultury młodzieżowej w Wielkiej Brytanii. Termin „Cool Britannia”, poza brit popem, sztuką Young British Artists i czasopismami młodzieżowymi, odnosił się częściowo także do londyńskiej sceny muzyki house. Symbolem brytyjskiej dumy były między innymi gitara Noela Gallaghera i sukienka Geri Halliwell, obie prezentujące narodową flagę muzyków. Mistrzostwa Europy w piłce nożnej, prowadzone w Anglii, uważano za wydarzenie patriotyczne. W marcu 1997 czasopismo Vanity Fair opublikowało specjalny numer poświęcony Cool Britanni, z Liamem Gallagherem i Patsy Kensit na okładce.
W 1998 The Economist uznał, że „wielu ludzi jest już znudzonych tym zwrotem”, a niektórzy politycy traktują go z zażenowaniem. Na początku XXI wieku frazę używano już tylko w ironicznym znaczeniu, by podkreślić przesadne chwalenie się Brytyjczyków.